# Innuendo
| 평가 점수               | 평가 점수      |
| 출처                    | 점수           |
| ----------------------- | -------------- |
| AllMusic                | [ 2 ]          |
| Rolling Stone           | [ 3 ]          |
| The Times               | (unfavourable) |
| The Orlando Sentinel    | (favourable)   |
| The Cincinnati Post     | [ 6 ]          |
| Los Angeles Times       | (mixed)        |
| San Francisco Chronicle | (unfavourable) |
| St. Petersburg Times    | [ 9 ]          |
| St. Louis Post-Dispatch | (unfavourable) |
| Entertainment Weekly    | C-             |

《Innuendo》는 1991년 2월 5일, 영국의 팔로폰에 의해 발매된 영국의 록 밴드 퀸의 열네 번째 스튜디오 음반이고 미국의 할리우드 레코드에서 발매한 퀸의 첫 스튜디오 음반이다. 데이비드 리처즈와 밴드가 프로듀싱한 이 밴드는 리드 싱어 프레디 머큐리의 생애에서 발매된 마지막 음반이고, 그들의 가장 최근 음반은 완전히 새로운 소재로 만들어졌다. 영국 음반 차트 1위에 올랐고 2주 동안 그 자리를 지켰으며 이탈리아, 네덜란드, 독일, 스위스에서도 3주, 4주, 6주 그리고 8주 동안 1위를 지켰다. 이 음반은 미국에서 1984년 《The Works》 이후 최초로 발매된 퀸 음반이다.
이 음반은 1989년 3월과 1990년 11월 사이에 녹음되었다. 1987년 봄에, 머큐리는 에이즈 진단을 받았으나, 대중에게 그의 병을 비밀로 하고 그가 중병에 걸렸다는 수많은 언론 보도를 부인했다. 이 밴드와 제작자들은 중요한 크리스마스 시장을 잡기 위해 11월이나 12월 발매일을 목표로 하고 있었지만, 머큐리의 건강 악화로 인해 음반 발매가 1991년 2월까지 이루어지지 않았다. 스타일리시적으로, 《Innuendo》는 어떤 의미에서 퀸의 뿌리로 되돌아오는 것인데 하드 록 사운드, 복잡한 음악 작곡(타이틀곡), 사이키델릭 효과(〈I'm Going Slightly Mad〉), 그리고 세 옥타브(F2-A5) 위에 걸쳐 있는 머큐리에서 다소 약해진 보컬들로 말이다. 음반이 발매된 지 9개월 후에 머큐리는 에이즈로 인한 기관지 폐렴으로 사망했다.
커버 아트는 퀸과 리처드 그레이가 디자인했다. 이 음반의 소책자와 싱글 커버는 그랑빌의 작품이거나 그의 삽화에 영감을 받은 것이다. 《Innuendo》는 2006년 BBC 전국 여론조사에서 94번째로 가장 위대한 음반으로 선정되었다.

## 배경 및 녹음
퀸은 1989년 5월, 열세 번째 스튜디오 음반 《The Miracle》을 발매했지만, 이전 음반과는 달리 라이브 투어를 진행하지 않았다. 프레디 머큐리는 BBC 라디오 1과의 인터뷰를 진행했는데, 그는 "앨범 – 투어 – 앨범 – 투어" 일상에서 벗어나고 싶다고 말했다. 이 기간 동안 그는 에이즈(HIV 양성 판정을 받은 1987년) 진단을 받았는데, 아직 공개되지 않았고 나머지 밴드에게만 알려져 있었다. 그러나 1988년부터 수성의 건강과 그가 병에 걸렸을 가능성에 대한 소문이 퍼졌고, 그의 건강에 대한 추측이 그의 외모, 특히 체중 감소에 의해 부채질 되었다. 그가 언론과 대화하지 않는 개인적인 규칙 때문에 침묵을 지키던 동안, 다른 밴드 멤버들은 이러한 소문을 부인했다. 어느 순간 밴드 멤버인 로저 테일러는 기자들에게 "그는 건강하고 일한다"고 말했다. 1990년 2월, 퀸은 영국 음악에 대한 탁월한 공헌으로 브릿 어워드를 수상했다. 머큐리가 도미니언 극장에서 밴드상을 수상하는 동안 브라이언 메이는 밴드를 위해 연설했다. 머큐리의 그 의식에 점점 더 수척해진 모습은 1990년 내내 지속되었던 그의 건강에 대해 대중들로부터 더 많은 추측을 불러일으켰다. 1990년 브릿 어워드는 머큐리의 마지막 공식 석상이 될 것이다.
머큐리는 국민들의 동정심에서 음악을 팔기 싫다고 하면서 그의 건강에 대해 공개적으로 말하지 않았다. 그는 퀸과 함께 가능한 한 오랫동안 음악을 계속하기로 결심했고, "내가 쓰러질 때까지 계속 일하겠다"고 말했다. 머큐리는 런던 자택에서 기자들에게 끈질기게 시달려 악단이 음악을 녹음하는 것을 어렵게 만들었다. 그 결과 밴드는 몽트뢰에 있는 마운틴 스튜디오로 이전했다. 그곳에선 더 안전하고 평화로운 분위기에서 밴드가 집중할 수 있었다. 《Innuendo》의 녹음 초기에 밴드는 다시 모든 작업이 개별적인 기부 멤버들 대신 퀸 전체로 인정될 것이라고 결정했다. 메이는 이 결정이 녹음 과정에 상당한 영향을 미쳤다고 말했고 테일러는 이 결정이 밴드 해체를 야기할 수 있는 많은 이기적 투쟁을 제거하는 데 도움이 되었다고 말했다.
이 음반은 디즈니 소유의 할리우드 레코드라는 새로운 상표로 미국에서 발매되었는데 이 음반은 그곳에서 더 많은 노출을 얻기 위한 노력의 일환이었다. 할리우드는 또한 퀸의 엘렉트라와 캐피틀의 백 카탈로그에 대한 권리를 확보했고 1991년 초에 퀸의 20주년을 기념하여 음반을 재발매하기 시작했다.

## 곡 목록
퀸과 마이크 모란이 작곡한 〈All God's People〉을 제외한 모든 곡들이 퀸에 공로되었다.
| #   | 제목                                | 작사·작곡                  | 재생 시간 |
| --- | ----------------------------------- | -------------------------- | --------- |
| 1.  | 〈Innuendo〉                        | 프레디 머큐리, 로저 테일러 | 6:31      |
| 2.  | 〈I'm Going Slightly Mad〉          | 머큐리                     | 4:22      |
| 3.  | 〈Headlong〉                        | 브라이언 메이              | 4:38      |
| 4.  | 〈I Can't Live with You〉           | 메이                       | 4:33      |
| 5.  | 〈Don't Try So Hard〉               | 머큐리                     | 3:39      |
| 6.  | 〈Ride the Wild Wind〉              | 테일러                     | 4:42      |
| 7.  | 〈All God's People〉                | 메이, 마이크 모란          | 4:21      |
| 8.  | 〈These Are the Days of Our Lives〉 | 테일러                     | 4:15      |
| 9.  | 〈Delilah〉                         | 머큐리                     | 3:35      |
| 10. | 〈The Hitman〉                      | 존 디콘, 머큐리, 메이      | 4:56      |
| 11. | 〈Bijou〉                           | 머큐리, 메이               | 3:36      |
| 12. | 〈The Show Must Go On〉             | 메이                       | 4:35      |

## 인증
| 국가                                                                                         | 인증        | 판매량/출하량 |
| -------------------------------------------------------------------------------------------- | ----------- | ------------- |
| 아르헨티나 (CAPIF)                                                                           | 골드        | 30,000^       |
| 오스트리아 (IFPI 오스트리아)                                                                 | 플래티넘    | 50,000*       |
| 캐나다 (뮤직 캐나다)                                                                         | 골드        | 50,000^       |
| 핀란드 (Musiikkituottajat)                                                                   | 골드        | 38,221        |
| 프랑스 (SNEP)                                                                                | 플래티넘    | 324,600       |
| 독일 (BVMI)                                                                                  | 플래티넘    | 500,000^      |
| 이탈리아 (FIMI)                                                                              | 골드        | 25,000        |
| 멕시코 (AMPROFON)                                                                            | 플래티넘    | 250,000       |
| 네덜란드 (NVPI)                                                                              | 플래티넘    | 100,000^      |
| 폴란드 (ZPAV) 2009 Agora SA album reissue                                                    | 플래티넘    | 20,000*       |
| 스페인 (PROMUSICAE)                                                                          | 플래티넘    | 100,000^      |
| 스위스 (IFPI 스위스)                                                                         | 2× 플래티넘 | 100,000^      |
| 영국 (BPI)                                                                                   | 플래티넘    | 300,000^      |
| 미국 (RIAA)                                                                                  | 골드        | 500,000^      |
| *판매량을 기반으로 한 인증 · ^출하량을 기반으로 한 인증 · 판매량+스트리밍을 기반으로 한 인증 |             |               |